# NGC 394
NGC 394 este o galaxie lenticulară situată în constelația Peștii. A fost descoperită în 26 octombrie 1854 de către R. J. Mitchell. De asemenea, a fost observată încă o dată în 22 august 1862 de către Heinrich Louis d'Arrest.